# Paule Marguerite Françoise de Gondi

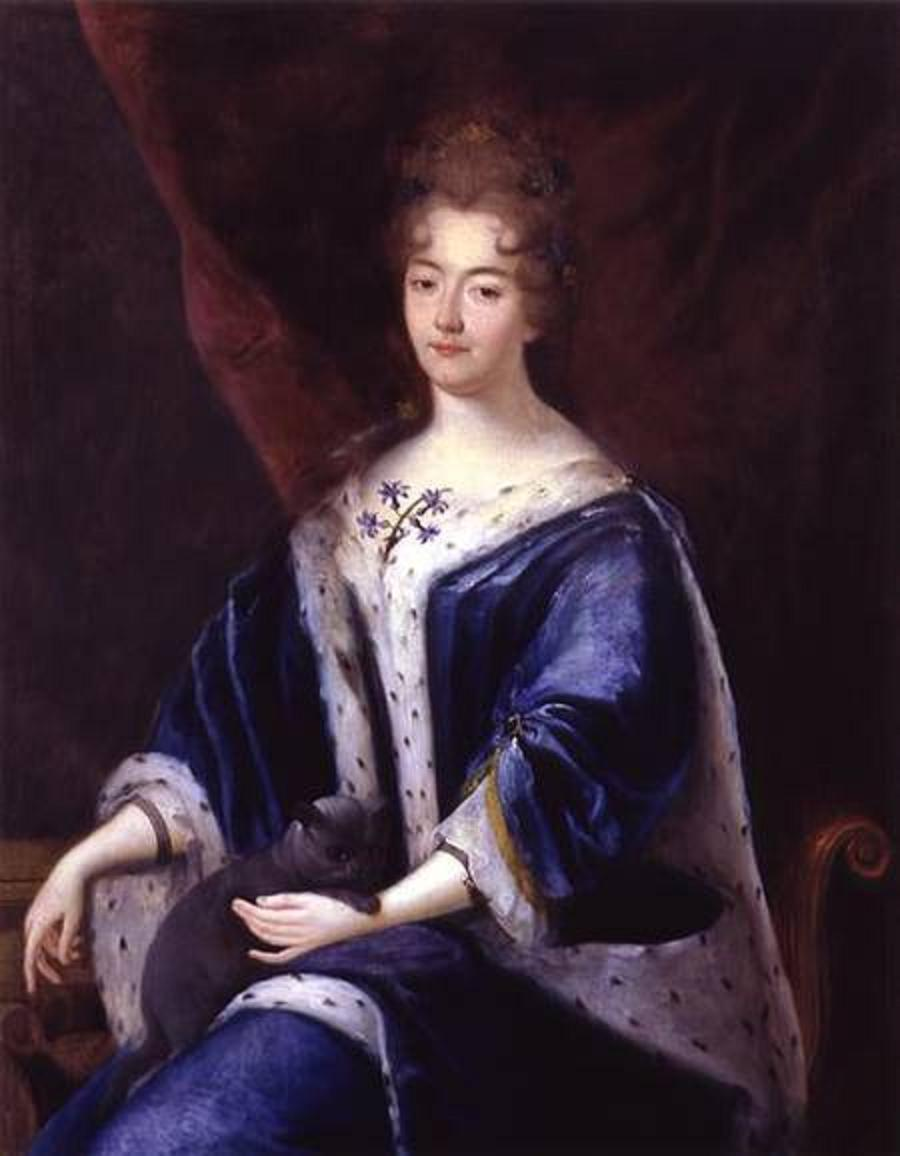
Porträt von Paule-Françoise de Gondi, Pierre Mignard, (Musée de la Révolution française)

Paule Marguerite Françoise de Gondi (* 12. März 1655 in Machecoul; † 21. Januar 1716 in Paris) war eine französische Adlige aus einer italienisch-stämmigen Familie. Sie war Duchesse de Retz, Dame de Machecoul, Marquise de La Garnache, Comtesse de Joigny, Baronne de Mortagne, sowie durch ihre Ehe Duchesse de Lesdiguières und Comtesse de Sault.

## Leben
Paule-Marguerite Françoise de Gondi war die jüngere Tochter von Pierre de Gondi, Duc de Retz, und Catherine de Gondi. Ihre ältere Schwester war Marie-Catherine Antoinette de Gondi (* 30. November 1648; † 31. Juli 1716), die als Nonne im Kloster Machecoul lebte.
Sie heiratete am 12. Mai 1675 François Emmanuel de Bonne de Créquy (* Dezember 1645; † 3. Mai 1685 in Saint-Germain-en-Laye), 4. Duc de Lesdiguières, Pair de France, Comte de Sault, Gouverneur der Dauphiné (13. November 1661 en survivance seines Vaters, 1677 bis 1681 im Amt), Sohn von François de Bonne de Créquy und 3. Duc de Lesdiguières, Pair de France etc., Marschall von Frankreich, und Anne de La Madelaine, Marquise de Ragny. Das Paar bekam einen Sohn:
- Jean-François Paul de Blanchefort-Créquy (* 3. Oktober 1678 in Paris; † 6. Oktober 1703 in Modena), 5. Duc de Lesdiguières, Comte de Sault, Pair de France; er heiratete am 17. Januar 1696 Louise Bernardine de Durfort (1675–Oktober 1703), Tochter von Jacques Henri de Durfort, Duc de Duras, Marschall von Frankreich, und Marguerite Félice de Lévis-Ventadour; die Ehe blieb ohne Nachkommen.

1676, beim Tod ihres Vaters, erbte sie dessen Domänen und Titel und wurde u. a. 4. Duchesse de Retz. Sie und ihre Schwester, die letzten Angehörigen der Familie der Herzöge von Retz aus dem Haus Gondi, hatten aufgrund der Rolle ihres Onkels, des Kardinals Jean-François Paul de Gondi in der Fronde einen schlechten Ruf am Hof Ludwigs XIV. Paule-Marguerite Françoise de Gondi musste erleben, wie ihre Residenz Machecoul 1699 geschleift wurde.
Im Versuch, das Ansehen der Familie wiederherzustellen, beauftragte sie Jean de Corbinelli mit der Abfassung ihrer Familiengeschichte, die 1705 als Histoire généalogique de la Maison de Gondi in zwei Bänden erschien.
Sie starb am 21. Januar 1716 in Paris im Alter von 60 Jahren, ihr einziger Sohn war da bereits seit fast 13 Jahren tot. Das Herzogtum Retz ging nun an Louis Nicolas de Neufville, duc de Villeroy, Duc de Villeroy, und damit die Familie Neufville de Villeroy als nächsten Verwandten über. Marguerite-Françoise de Gondi (1615–1670), Tochter von Henri de Gondi, hatte 1644 Louis de Cossé (1625–1661), 1651 3. Duc de Brissac, Pair de France geheiratet, deren Tochter Marguerite-Marie de Cossé-Brissac (1648–1708) 1662 dann François de Neufville, Duc de Villeroy (1644–1730). Deren Sohn war Louis Nicolas de Neufville (1663–1734), der 1722 zugunsten seines Sohnes Louis François Anne de Neufville (1695–1765) auf Retz verzichtete.
Ein halbes Jahr nach Paule-Marguerite Françoise de Gondi starb ihre im Kloster lebende ältere Schwester Catherine als letzte Angehörige der Familie.